# Francisco César García Magán
Francisco César García Magán (Madri, 2 de fevereiro de 1962) é um ministro católico romano espanhol e bispo auxiliar de Toledo.
Francisco César García Magán estudou filosofia e teologia católica no seminário de San Ildefonso em Toledo desde 1980. Em 13 de julho de 1986 recebeu o Sacramento da Ordem para a Arquidiocese de Toledo.
García Magán foi secretário do vigário geral e vigário paroquial da paróquia de Santa Bárbara em Toledo de 1986 a 1988, antes de se tornar secretário pessoal do bispo auxiliar de Toledo, Rafael Palmero. Em 1989, Francisco César García Magán foi enviado a Roma para aprofundar seus estudos, onde obteve a licenciatura em dogmática (1990) e direito canônico (1992) na Pontifícia Universidade Gregoriana. Em 1998, foi premiado com a tese Derechos de los pueblos y naciones: un ámbito de diálogo entre el derecho internacional y el magisterio de Juan Pablo II (“Os direitos dos povos e nações: um diálogo entre o direito internacional e o Magistério de João Paulo II .”) Doutorado em ambos os direitos. De 1995 a 1998 completou também a formação na Pontifícia Academia Diplomática. Paralelamente aos seus estudos, García Magán trabalhou de 1991 a 1995 na Seção de Assuntos Gerais da Secretaria de Estado e de 1989 a 1998 como Capelão das Irmãs Franciscanas Missionárias da Mãe do Divino Pastor em Roma. Em 1998, Francisco César García Magán ingressou no serviço diplomático da Santa Sé. Foi conselheiro de nunciatura nas nunciaturas da Colômbia (1998-2000), Nicarágua (2000-2003), França (2003-2006) e Sérvia (2006-2007). Além disso, García Magán lecionou de 2002 a 2003 no seminário interdiocesano de Manágua. Em 2000, o Papa João Paulo II concedeu-lhe o título honorário de Capelão Papal Honorário e em 2005 Papa Bento XVI o título honorário de Prelado Honorário Papal.
Em 2007, Francisco César García Magán regressou à Arquidiocese de Toledo, onde foi Cónego da Catedral de Toledo (2008-2018), Vigário Episcopal para a Cultura e Relações Internacionais (2008-2015) e Pró-Vigário Geral (2015-2020). ativo. Além disso, de 2009 a 2014 foi porta-voz da Comissão de Liberdade Religiosa do Ministério da Justiça espanhol. De 2010 a 2012 também foi membro da equipe de gestão da Asociación Española de Canonistas e, finalmente, de 2012 a 2014, seu vice-presidente. Em 2020, García Magán tornou-se Vigário Geral da Arquidiocese de Toledo. A partir de 2007 também lecionou Direito Canônico na Universidad Eclesiástica San Dámaso de Madri e a partir de 2008 no Instituto Teológico San Ildefonso e no Instituto Teológico de Ciências Religiosas Santa María de Toledo.
Em 15 de novembro de 2021, o Papa Francisco o nomeou Bispo Titular de Scebatiana e Bispo Auxiliar de Toledo. O Arcebispo de Toledo, Francisco Cerro Chaves, o consagrou em 15 de janeiro de 2022 na Catedral de Toledo; Co-consagrantes foram o Arcebispo Emérito de Toledo, Braulio Rodríguez Plaza, e o Núncio Apostólico na Espanha, Arcebispo Bernardito Cleopas Auza. Seu lema Ex hominibus, pro hominibus (“Do povo, para o povo”) vem de Hebreus 5:1 EU.
Francisco César García Magán é membro da Real Academia de Jurisprudencia y Legislación e oficial da Ordem do Santo Sepulcro de Jerusalém desde 2019.